# Hongyagu-Glasbodenbrücke
Die Hongyagu-Glasbodenbrücke ist eine Fußgängerbrücke in der Hongyashan Scenic Area beim Dorf Banshan in Wentang, Kreis Pingshan in der Stadt Shijiazhuang in der chinesischen Provinz Hebei.
Die als Touristenattraktion zwischen 2014 und 2017 gebaute und am 24. Dezember 2017 eröffnete Seilbrücke ist 488 m lang und 4 m breit. Ihr Boden besteht aus 1077 jeweils 4 cm dicken Glasplatten. Sie hat damit die Glasbrücke Zhangjiajie in der Provinz Hunan als weltweit längste Brücke mit Glasboden abgelöst.
Die 70 Tonnen wiegende Brücke überspannt das Tal in einer Höhe von 218 m. Sie wird von je drei parallelen Tragseilen getragen, die an ihren Außenseiten neben den Glasplatten verlaufen. Aus technischer Sicht ist sie deshalb keine Hängebrücke, sondern eine Spannbandbrücke. Schräg unter ihr angeordnete Abspannseile dämpfen die Schwankungen. Die Glasplatten sind in den zum Rand hin ansteigenden Bereichen als Treppe verlegt, damit die Touristen, die zu ihrem Schutz weiche Überschuhe tragen müssen, nicht ausrutschen.
Sie ist für das Gewicht von 2000 Personen konstruiert, aus Sicherheitsgründen sind aber nur 500 bis 600 Personen gleichzeitig zugelassen.